# Saint-Mesmes
Saint-Mesmes [sɛ̃ mɛm]  est une commune française située dans le département de Seine-et-Marne, en région Île-de-France.

## Géographie

### Localisation

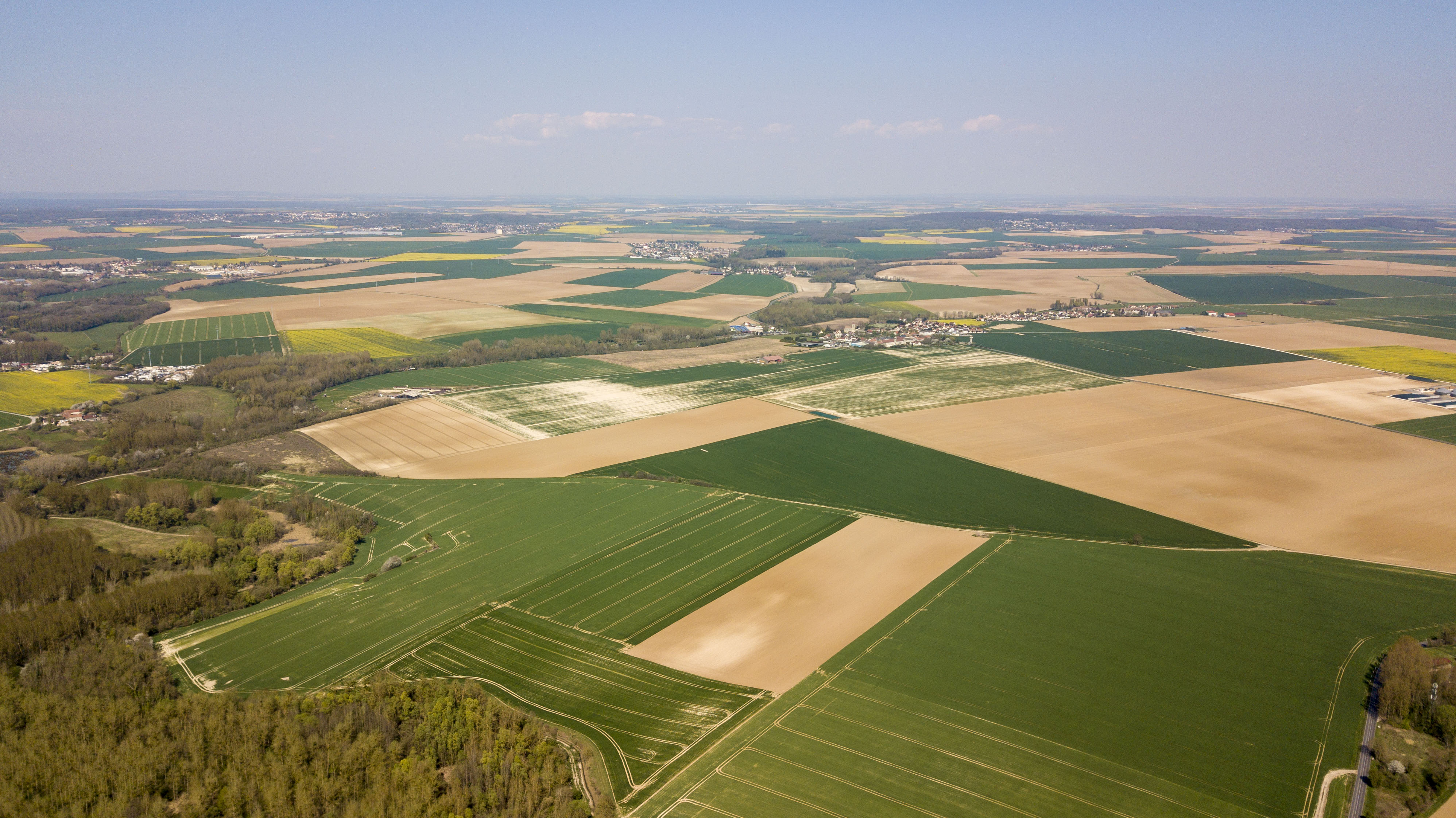
Vue aérienne Saint-Mesmes et Nantouillet.

Le village se situe dans la région naturelle de la Goële, à 8,5 km à l'est de Mitry-Mory.

### Communes limitrophes
Les communes limitrophes sont  Charny, Compans, Messy, Nantouillet, Thieux et Vinantes.
| Thieux  | Nantouillet  | Vinantes |
| Compans | Saint-Mesmes | Charny   |
|         | Messy        |          |

### Géologie et relief
L'altitude varie de 57 mètres à 118 mètres pour le point le plus haut , le centre du bourg se situant à environ 83 mètres d'altitude (mairie).

### Hydrographie

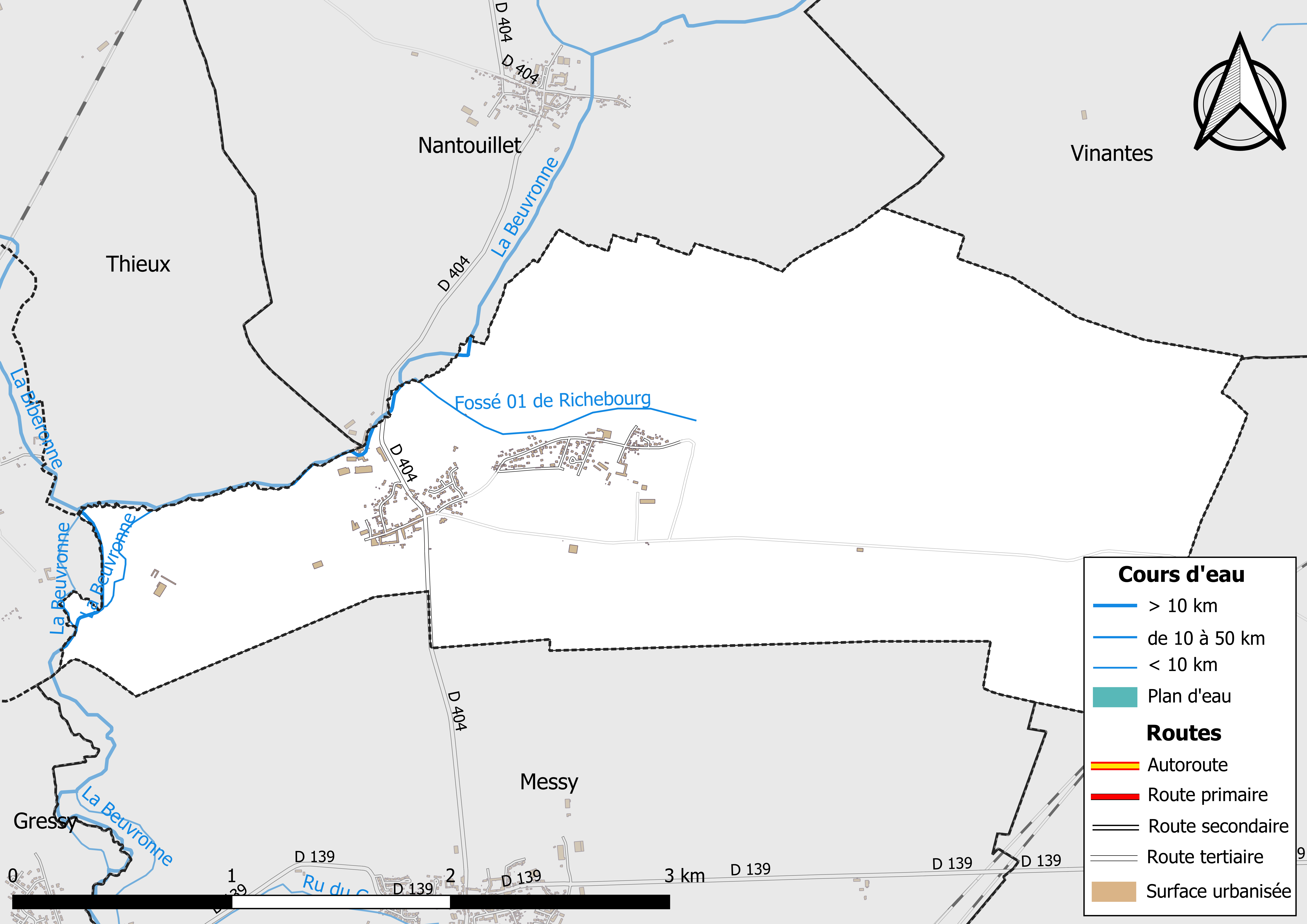
Carte des réseaux hydrographique et routier de Saint-Mesmes.

Le réseau hydrographique de la commune se compose de cinq cours d'eau référencés :
- la rivière Beuvronne, longue de 23,90 km[2], affluent en rive droite de la Marne, ainsi que :
  - un bras de 0,62 km[3] ;
  - un bras de 0,66 km[4] ;
  - le fossé 01 de Richebourg , 1,46 km[5], et ;
  - la rivière Biberonne, longue de 12,23 km[6], affluents de la Beuvronne.

La longueur totale des cours d'eau sur la commune est de 3,56 km.

### Climat
Pour des articles plus généraux, voir Climat de l'Île-de-France et Climat de Seine-et-Marne.
En 2010, le climat de la commune est de type climat océanique dégradé des plaines du Centre et du Nord, selon une étude du CNRS s'appuyant sur une série de données couvrant la période 1971-2000. En 2020, Météo-France publie une typologie des climats de la France métropolitaine dans laquelle la commune est exposée à un climat océanique altéré et est dans une zone de transition entre les régions climatiques « Sud-ouest du bassin Parisien » et « Nord-est du bassin Parisien ».
Pour la période 1971-2000, la température annuelle moyenne est de 11 °C, avec une amplitude thermique annuelle de 15,1 °C. Le cumul annuel moyen de précipitations est de 718 mm, avec 10,6 jours de précipitations en janvier et 8 jours en juillet. Pour la période 1991-2020, la température moyenne annuelle observée sur la station météorologique la plus proche, située sur la commune du Plessis-Belleville à 13 km à vol d'oiseau, est de 11,4 °C et le cumul annuel moyen de précipitations est de 661,7 mm,. Pour l'avenir, les paramètres climatiques de la commune estimés pour 2050 selon différents scénarios d'émission de gaz à effet de serre sont consultables sur un site dédié publié par Météo-France en novembre 2022.

### Milieux naturels et biodiversité
Aucun espace naturel présentant un intérêt patrimonial n'est recensé sur la commune dans l'inventaire national du patrimoine naturel,,.

## Urbanisme

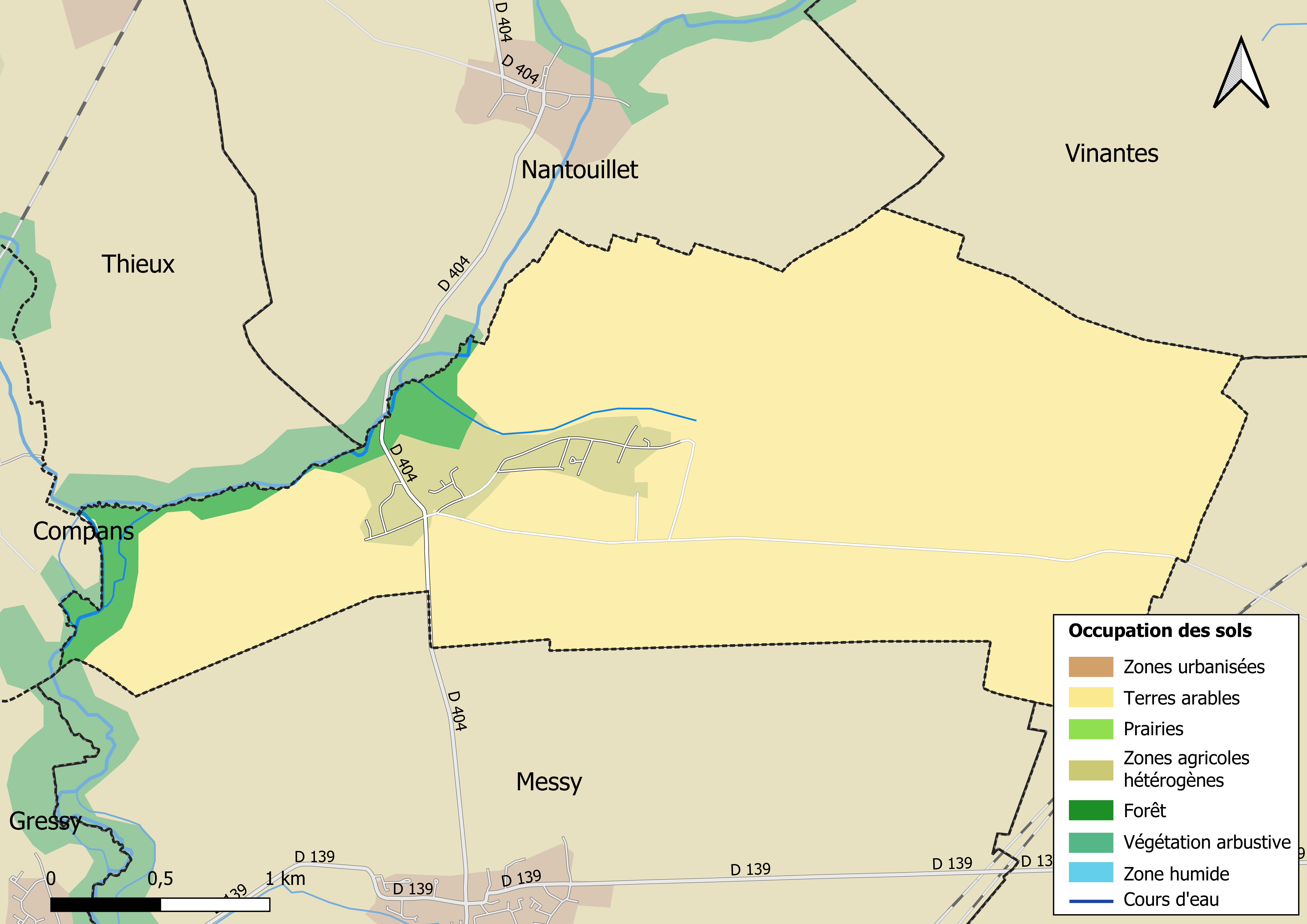
Carte des infrastructures et de l'occupation des sols en 2018 (CLC) de la commune.

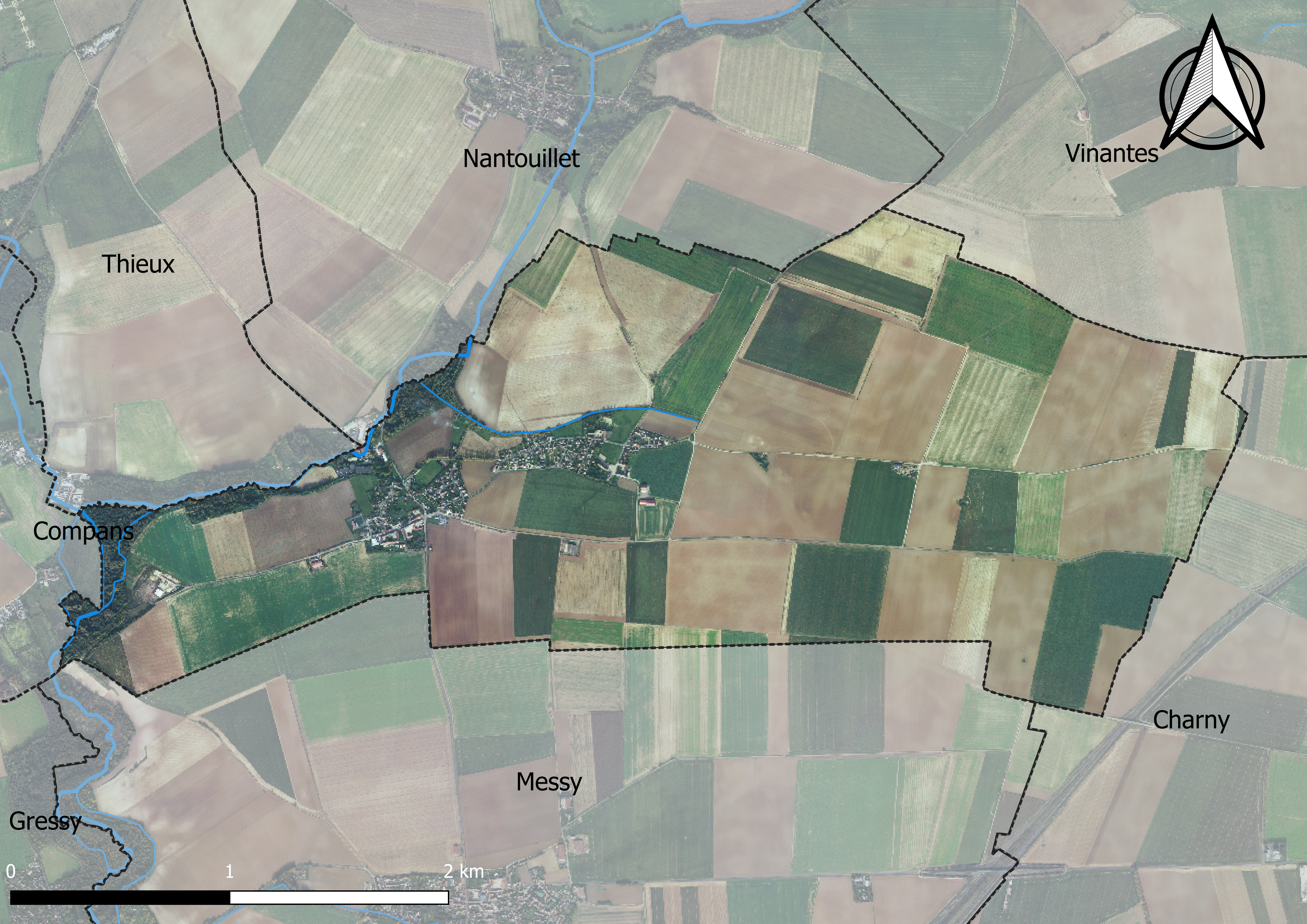
Carte orhophotogrammétrique de la commune.

### Typologie
Au 1er janvier 2024, Saint-Mesmes est catégorisée commune rurale à habitat dispersé, selon la nouvelle grille communale de densité à sept niveaux définie par l'Insee en 2022.
Elle est située hors unité urbaine. Par ailleurs la commune fait partie de l'aire d'attraction de Paris, dont elle est une commune de la couronne,. Cette aire regroupe 1 929 communes,.

### Lieux-dits et écarts
La commune compte 42 lieux-dits administratifs répertoriés consultables ici dont Vineuil, Richebourg.

### Occupation des sols
L'occupation des sols de la commune, telle qu'elle ressort de la base de données européenne d’occupation biophysique des sols Corine Land Cover (CLC), est marquée par l'importance des territoires agricoles (92,2 % en 2018), en diminution par rapport à 1990 (95,5 %). La répartition détaillée en 2018 est la suivante : 
terres arables (92,2% ), zones urbanisées (4% ), forêts (3,8 %).
Parallèlement, L'Institut Paris Région, agence d'urbanisme de la région Île-de-France, a mis en place un inventaire numérique de l'occupation du sol de l'Île-de-France, dénommé le MOS (Mode d'occupation du sol), actualisé régulièrement depuis sa première édition en 1982. Réalisé à partir de photos aériennes, le Mos distingue les espaces naturels, agricoles et forestiers mais aussi les espaces urbains (habitat, infrastructures, équipements, activités économiques, etc.) selon une classification pouvant aller jusqu'à 81 postes, différente de celle de Corine Land Cover,,. L'Institut met également à disposition des outils permettant de visualiser par photo aérienne l'évolution de l'occupation des sols de la commune entre 1949 et 2018.

### Habitat et logement
En 2020, le nombre total de logements dans la commune était de 215, alors qu'il était de 207 en 2015 et de 188 en 2010.
Parmi ces logements, 97,7 % étaient des résidences principales, 0,5 % des résidences secondaires et 1,9 % des logements vacants. Ces logements étaient pour 94,3 % d'entre eux des maisons individuelles et pour 5,2 % des appartements.
Le tableau ci-dessous présente la typologie des logements à Saint-Mesmes en 2020 en comparaison avec celle de Seine-et-Marne et de la France entière. Une caractéristique marquante du parc de logements est ainsi une proportion de résidences secondaires et logements occasionnels (0,5 %) inférieure à celle du département (3 %) et à celle de la France entière (9,7 %). Concernant le statut d'occupation de ces logements, 85,9 % des habitants de la commune sont propriétaires de leur logement (86,4 % en 2015), contre 61,8 % pour la Seine-et-Marne et 57,5 pour la France entière.
| Typologie                                               | Saint-Mesmes | Seine-et-Marne | France entière |
| ------------------------------------------------------- | ------------ | -------------- | -------------- |
| Résidences principales (en %)                           | 97,7         | 90,2           | 82,1           |
| Résidences secondaires et logements occasionnels (en %) | 0,5          | 3              | 9,7            |
| Logements vacants (en %)                                | 1,9          | 6,8            | 8,2            |

### Planification
La loi SRU du 13 décembre 2000 a incité les communes à se regrouper au sein d’un établissement public, pour déterminer les partis d’aménagement de l’espace au sein d’un SCoT, un document d’orientation stratégique des politiques publiques à une grande échelle et à un horizon de 20 ans et s'imposant aux documents d'urbanisme locaux, les PLU (Plan local d'urbanisme). La commune est dans le territoire du SCOT Roissy Pays de France, approuvé le 19 décembre 2019 et porté par la communauté d’agglomération Roissy Pays de France.
La commune disposait en 2019 d'un plan local d'urbanisme en révision. Le zonage réglementaire et le règlement associé peuvent être consultés sur le Géoportail de l'urbanisme.

### Voies de communication et transports

#### Transports
La commune est desservie par la ligne 19 du réseau de bus Roissy Est.

### Risques naturels et technologiques
La commune est classée en zone de sismicité 1, correspondant à une sismicité très faible.

## Toponymie
Le nom de la localité est mentionné sous les formes Sanctus Maximus vers 1050 ; Saint Meesme en 1313 ; Saint Mesme au XIVe siècle ; Sainct Mesmes près Messy en 1541 ; Saint Maixmes en 1637 ; La ferme de Saint Mesme près Claye en Brie en 1784 ;
Du nom du saint patron de la paroisse, saint Mesme ou saint Maxime, ermite du Ve siècle qui vécut à Chinon.

Mesme est la forme romane ou vulgaire de Maxime.
Ses habitants sont les Maximois et les Maximoises.

## Histoire
La commune, instituée par la Révolution française, absorbe dès 1790-1794 celle de Vineuil et porte en 1793 la dénomination de Saint Mexme et Vineuil.

## Politique et administration

### Rattachements administratifs et électoraux

#### Rattachements administratifs
La commune se trouve  dans l'arrondissement de Meaux du département de la Seine-et-Marne.
Elle faisait partie de 1793 à 1982 du canton de Claye-Souilly, année où elle intègre le canton de Mitry-Mory. Dans le cadre du redécoupage cantonal de 2014 en France, cette circonscription administrative territoriale a disparu, et le canton n'est plus qu'une circonscription électorale.

#### Rattachements électoraux
Pour les élections départementales, la commune fait partie depuis 2014 du canton de Nanteuil-le-Haudouin
Pour l'élection des députés, elle fait partie de la septième circonscription de Seine-et-Marne.

### Intercommunalité
Saint-Mesmes était membre de la communauté de communes des Portes de la Brie, un établissement public de coopération intercommunale (EPCI) à fiscalité propre créé en 2011 et auquel la commune avait transféré un certain nombre de ses compétences, dans les conditions déterminées par le code général des collectivités territoriales.
Conformément aux prescriptions de la loi de réforme des collectivités territoriales du 16 décembre 2010, qui a prévu le renforcement et la simplification des intercommunalités et la constitution de structures intercommunales de grande taille, cette intercommunalité a fusionné avec ses voisines pour former, le 1er juin 2013, la communauté de communes Plaines et Monts de France, dont est désormais membre la commune.

### Tendances politiques et résultats
- Au premier tour de l'Élection présidentielle de 2017, les quatre premiers candidats sont Marine Le Pen (34,17 % des suffrages exprimés), Jean-Luc Mélenchon (19,61 %), François Fillon (17,65 %) et Emmanuel Macron (16,81 %). 
Au second tour, Marine Le Pen obtient 152 voix '50,50 %) et devance de trois voix le candidat élu Emmanuel macron (149 vois, 49,50 %), lors d'un scrutin où 17,33 % des électeurs se sont abstenis[36] :
- Au premier tour de l'Élection présidentielle de 2022, les quatre premiers candidats sont Marine Le Pen (38,66 % des suffrages exprimés), Emmanuel Macron (22,41 %), Jean-Luc Mélenchon (12,89 %) et Éric Zemmour  (9,80 %).
Au second tour, Marine Le Pen obtient 175 voix (56,63 % des suffrages exprimés), devançant largement le candidat élu Emmanuel Macron (134 voix, 43,37 %), lors d'un scrutin où 20,88 % des électeurs se sont abstenus[37].

### Liste des maires
| Période                                  | Période                   | Identité             | Étiquette | Qualité |
| ---------------------------------------- | ------------------------- | -------------------- | --------- | --- |
| Les données manquantes sont à compléter. |                           |                      |           | |
|                                          |                           |                      |           | |
| Avant 1819                               |                           | Jean Théodore Taveau |           | Cultivateur |
| Avant 1820                               | Après 1820                | Denis Prosper Leduc  |           | |
|                                          |                           |                      |           | |
| 1977                                     | 1989                      | Françoise Relier     |           | |
| 1989                                     | 2001                      | Gilles Taveau        |           | |
| 2001                                     | 2008                      | René Thubin          |           | |
| 2008                                     | 2010                      | Josiane Thubin       |           | Démissionnaire |
| 23 février 2010                          | En cours (au 6 juin 2023) | Alfred Stadler       | DVD       | Inspecteur d'assurance retraité Vice-président de la CC Plaines et Monts de France (2016 → ) Réélu pour le mandat 2020-2026, |

## Équipements et services

### Eau et assainissement
L’organisation de la distribution de l’eau potable, de la collecte et du traitement des eaux usées et pluviales relève des communes. La loi NOTRe de 2015 a accru le rôle des EPCI à fiscalité propre en leur transférant cette compétence. Ce transfert devait en principe être effectif au 1er janvier 2020, mais la loi Ferrand-Fesneau du 3 août 2018 a introduit la possibilité d’un report de ce transfert au 1er janvier 2026,.

#### Assainissement des eaux usées
En 2020, la gestion du service d'assainissement collectif de la commune de Saint-Mesmes est assurée par la communauté de communes Plaines et monts de France (CCPMF) pour la collecte et le transport. Ce service est géré en délégation par une entreprise privée, dont le contrat arrive à échéance le 9 janvier 2025,,.
L’assainissement non collectif (ANC) désigne les installations individuelles de traitement des eaux domestiques qui ne sont pas desservies par un réseau public de collecte des eaux usées et qui doivent en conséquence traiter elles-mêmes leurs eaux usées avant de les rejeter dans le milieu naturel. La communauté de communes Plaines et monts de France (CCPMF) assure pour le compte de la commune le service public d'assainissement non collectif (SPANC), qui a pour mission de vérifier la bonne exécution des travaux de réalisation et de réhabilitation, ainsi que le bon fonctionnement et l’entretien des installations,.

#### Eau potable
En 2020, l'alimentation en eau potable est assurée par le SMAEP de la Goële qui en a délégué la gestion à l'entreprise Veolia, dont le contrat expire le 31 décembre 2021,,.

### Enseignement
La commune dépend de l'Académie de Créteil ; pour le calendrier des vacances scolaires, Saint-Mesmes est en zone C.
Les enfants de la commune sont scolarisés avec ceux de Gressy et de Nantouillet dans le cadre d'un regroupement pédagogique intercommunal qui dispose d'écoles à Gressy et à Saint-Mesmes

## Population et société

### Démographie
L'évolution du nombre d'habitants est connue à travers les recensements de la population effectués dans la commune depuis 1793. Pour les communes de moins de 10 000 habitants, une enquête de recensement portant sur toute la population est réalisée tous les cinq ans, les populations de référence des années intermédiaires étant quant à elles estimées par interpolation ou extrapolation. Pour la commune, le premier recensement exhaustif entrant dans le cadre du nouveau dispositif a été réalisé en 2008.

En 2022, la commune comptait 596 habitants, en évolution de −2,77 % par rapport à 2016 (Seine-et-Marne : +3,92 %, France hors Mayotte : +2,11 %).
| 1793 | 1800 | 1806 | 1821 | 1831 | 1836 | 1841 | 1846 | 1851 |
| ---- | ---- | ---- | ---- | ---- | ---- | ---- | ---- | ---- |
| 380  | 364  | 347  | 325  | 318  | 307  | 339  | 332  | 348  |

| 1856 | 1861 | 1866 | 1872 | 1876 | 1881 | 1886 | 1891 | 1896 |
| ---- | ---- | ---- | ---- | ---- | ---- | ---- | ---- | ---- |
| 328  | 296  | 271  | 232  | 224  | 244  | 208  | 226  | 194  |

| 1901 | 1906 | 1911 | 1921 | 1926 | 1931 | 1936 | 1946 | 1954 |
| ---- | ---- | ---- | ---- | ---- | ---- | ---- | ---- | ---- |
| 191  | 220  | 201  | 203  | 224  | 253  | 259  | 263  | 261  |

| 1962 | 1968 | 1975 | 1982 | 1990 | 1999 | 2006 | 2008 | 2013 |
| ---- | ---- | ---- | ---- | ---- | ---- | ---- | ---- | ---- |
| 234  | 205  | 214  | 211  | 296  | 462  | 519  | 535  | 600  |

| 2018 | 2022 | - | - | - | - | - | - | - |
| ---- | ---- | - | - | - | - | - | - | - |
| 612  | 596  | - | - | - | - | - | - | - |

### Manifestations culturelles et festivités
L'association Saint Mesmes Animation (SMA) est subventionnée par la mairie afin d'organiser les événements pour la commune[réf. nécessaire].

### Sports et loisirs
L'association Amicale Saint Mesmes Sport (ASMS) est subventionnée par la mairie afin de gérer les activités sportives.
La commune possède :
un terrain de foot et ses vestiaires ;
un terrain de tennis ;
un terrain de boules ;
un domaine équestre.

## Économie

### Revenus de la population et fiscalité
En 2017, le nombre de ménages fiscaux de la commune était de 195, représentant 593 personnes et la  médiane du revenu disponible par unité de consommation  de 26 400 euros.

### Emploi
En 2017 , le nombre total d’emplois dans la zone était de 150, occupant 326 actifs  résidants.
Le taux d'activité de la population (actifs ayant un emploi) âgée de 15 à 64 ans s'élevait à  73,4 % contre un taux de chômage de 5 %.
Les 21,6 % d’inactifs se répartissent de la façon suivante : 11,6 % d’étudiants et stagiaires non rémunérés, 6,4 % de retraités ou préretraités et 3,6 % pour les autres inactifs.

### Entreprises et commerces
En 2015, le nombre d'établissements actifs était de 70 dont 5 dans l'agriculture-sylviculture-pêche, 5 dans l’industrie, 14 dans la construction, 39 dans le commerce-transports-services divers et 7  étaient relatifs au secteur administratif.
Ces établissements ont pourvu 171 postes salariés.
- Zone artisanale.

### Agriculture
Saint-Mesmes est dans la petite région agricole dénommée la « Goële et Multien », regroupant deux petites régions naturelles, respectivement la Goële et le pays de Meaux (Multien). En 2010, l'orientation technico-économique de l'agriculture sur la commune est la culture de fleurs et horticulture diverse.
Si la productivité agricole de la Seine-et-Marne se situe dans le peloton de tête des départements français, le département enregistre un double phénomène de disparition des terres cultivables (près de 2 000 ha par an dans les années 1980, moins dans les années 2000) et de réduction d'environ 30 % du nombre d'agriculteurs dans les années 2010. Cette tendance n'est pas confirmée au niveau de la commune qui voit le nombre d'exploitations rester constant entre 1988 et 2010. Parallèlement, la taille de ces exploitations diminue, passant de 118 ha en 1988 à 117 ha en 2010.
Le tableau ci-dessous présente les principales caractéristiques des exploitations agricoles de Saint-Mesmes, observées sur une période de 22 ans : 
|                                      | 1988 | 2000 | 2010 |
| ------------------------------------ | ---- | ---- | ---- |
| Dimension économique,                |      |      |      |
| Nombre d’exploitations (u)           | 6    | 5    | 6    |
| Travail (UTA)                        | 15   | 12   | 12   |
| Surface agricole utilisée (ha)       | 710  | 705  | 699  |
| Cultures                             |      |      |      |
| Terres labourables (ha)              | 594  | 700  | 670  |
| Céréales (ha)                        | 368  | 368  | s    |
| dont blé tendre (ha)                 | 277  | 323  | 312  |
| dont maïs-grain et maïs-semence (ha) | 36   | s    | 13   |
| Tournesol (ha)                       | s    |      |      |
| Colza et navette (ha)                | 39   | s    | s    |
| Élevage                              |      |      |      |
| Cheptel (UGBTA)                      | 21   | 20   | 7    |

## Culture locale et patrimoine

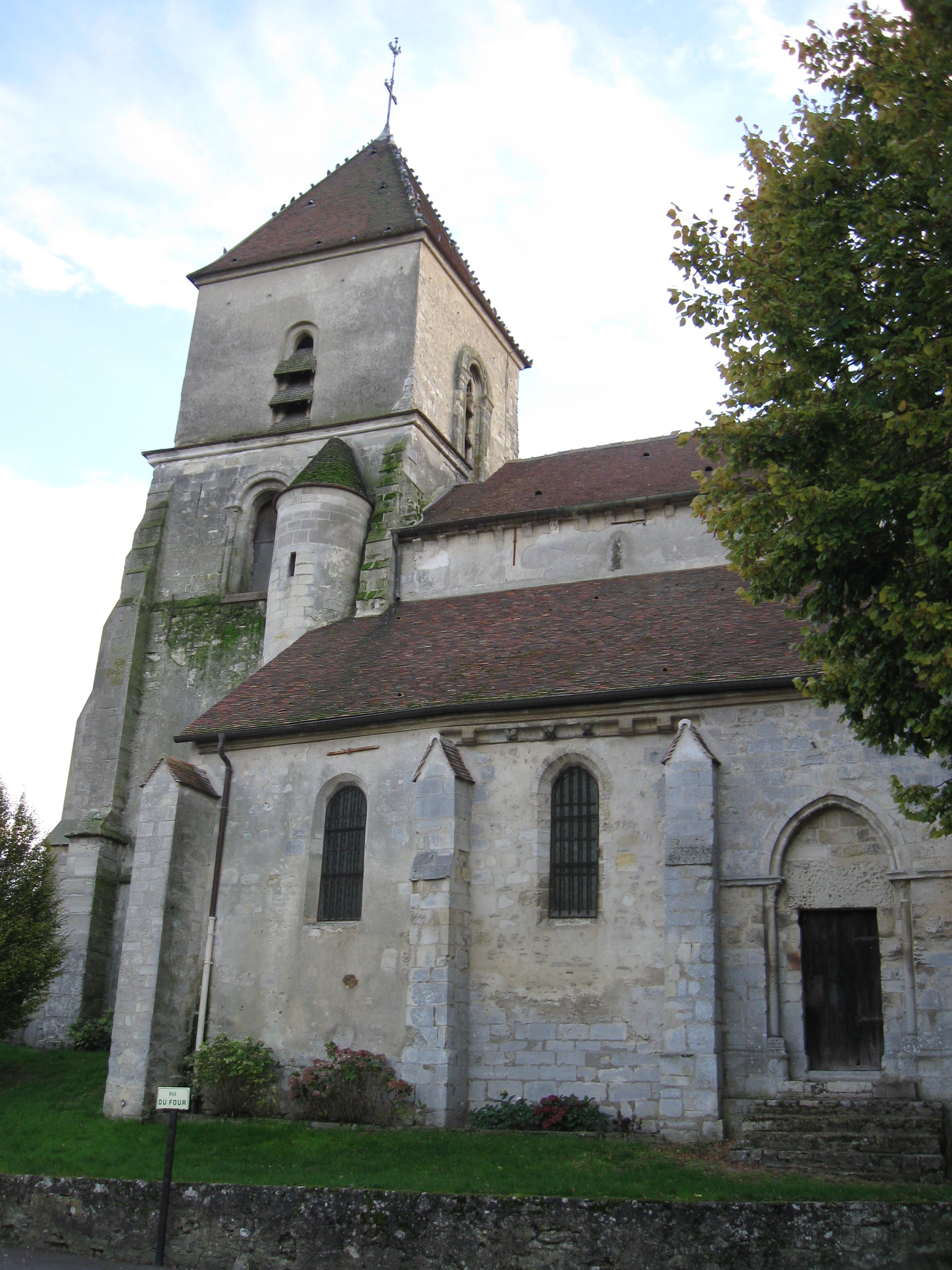
L'église Saint-Maxime.

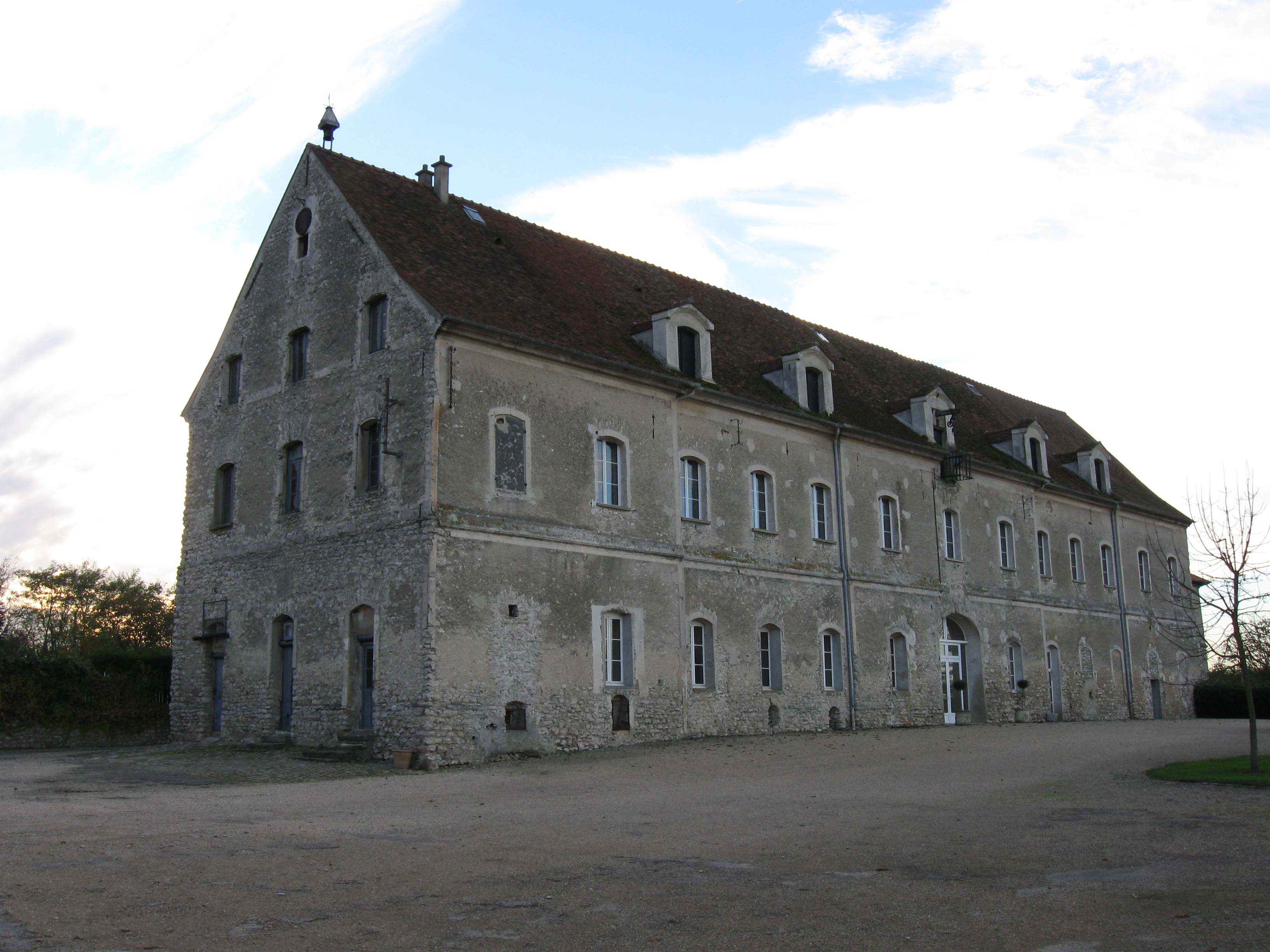
La grange dîmière.

### Lieux et monuments
- L'église Saint-Maxime, datant pour l'essentiel du XIIIe siècle, est classée au titre des monuments historiques[60] à l'exception du chœur, reconstruit. Elle possède une nef et un bas-côté voûté d'ogives côté nord ;
- Grange dîmière à Vineuil (XVIIIe siècle), édifiée par les pères de l'Oratoire, qui fondent en 1640 le tout proche collège de Juilly ;
- La ferme de Vineuil fut tenue par la famille Taveau au XIXe ;
- Pigeonnier (ferme de l'Oratoire) ;
- Travail, ancien appareil servant au ferrage des grands animaux (ferme de l'Oratoire).

### Personnalités liées à la commune
- Edmond-Georges Guet (1829-1865), peintre de l’école française, est né et décédé à Saint-Mesmes.

## Pour approfondir